# ウィンストン・ガイ
ウィンストン・ガイ（Winston Guy 1990年4月23日- ）はケンタッキー州レキシントン出身のアメリカンフットボール選手。現在NFLのジャクソンビル・ジャガーズに所属している。ポジションはセイフティ。

## 経歴
ケンタッキー大学では3年間先発を務めた。4年次には、120タックル、2インターセプトをあげた。2012年のNFLドラフト6巡でシアトル・シーホークスに指名された。
2012年シーズンの開幕ロースター53人の中に残ったが、NFLの運動能力強化薬物規定に違反したことで、同年11月20日に4試合の出場停止処分を受けた。その後12月22日、アクティブロースターに復帰した。
2013年8月の最終ロースターカットでシーホークスからウェーバーされたが、9月1日、ジャクソンビル・ジャガーズからクレームされて加入した。